# Mlado vino
Mlado vino je vino, ki se začne prodajati še v letu trgatve. Ko poteče glavni del alkoholnega vrenja in ostane v vinu nekaj nepovretega sladkorja, je tako vino pred stekleničenjem treba še donegovati. Običajno gre za sveža in lahka vina s sadno aromo. Po slovenski zakonodaji je lahko mlado vino v prometu najprej 30 dni po trgatvi in največ do 31. januarja leta, ki sledi letu trgatve.